# چارلز براون (بازیکن روکه)
چارلز براون (انگلیسی: Charles Brown; ۱۲ مارس ۱۸۶۷ – ۷ ژوئن ۱۹۳۷) ورزشکار روکه اهل ایالات متحده آمریکا بود.